# Wolfgang Einsingbach
Wolfgang Einsingbach (* 21. August 1933 in Eisenach; † 1. September 1981) war ein hessischer Denkmalpfleger.
Einsingbach studierte von 1953 bis 1961 Theologie, Kunstgeschichte und Archäologie in Leipzig, Marburg und Mainz. Seine Studien beendete er mit der Promotion über das Werk des Maximilian von Welsch.
Seine erste berufliche Station war im Winter 1961/62 die Grabungsleitung am Bad des Kastells Echzell. Vom 1. April 1962 an war er am Amt des Landeskonservators von Hessen in Wiesbaden tätig. Sein Hauptarbeitsgebiet in den folgenden Jahren war die Herausgabe des Bandes über den Landkreis Bergstraße im Rahmen der Inventarisation der hessischen Kulturdenkmäler, der 1969 erschien. 1967 folgte die Ernennung zum Konservator und 1971 zum Oberkonservator. Regional war Einsingbach für die Stadt Wiesbaden und den Rheingau-Taunus-Kreis zuständig. 1973 übernahm er die kommissarische Leitung der Verwaltung der staatlichen Schlösser und Gärten Hessen. 1974 erhielt er zusammen mit der nun auch regulären Leitung der Schlösserverwaltung die Ernennung zum Regierungsdirektor und 1980 die zum Leitenden Regierungsdirektor. In seine Dienstzeit fiel die Einrichtung einer Restauratorwerkstatt im Rahmen der Dienststelle.
Von 1968 an war Einsingbach Mitglied der Historischen Kommission für Nassau. Von 1973 an gehörte er dem Vorstand des Vereins für Nassauische Altertumskunde und Geschichtsforschung an. In den Nassauischen Annalen, der wissenschaftlichen Zeitschrift des Vereins, veröffentlichte er neben einigen Fachaufsätzen vor allem zahlreiche Rezensionen. 1977 schied er aus dem Vorstand aus, blieb aber korrespondierendes Mitglied.